# Fauna (album de Haken)
Albums de Haken
Virus
(2020)
Singles
1. Nightingale
Sortie : 26 avril 2022
2. The Alphabet of Me
Sortie : 9 décembre 2022
3. Taurus
Sortie : 17 janvier 2023
4. Lovebite
Sortie : 14 février 2023

Fauna est le septième album studio du groupe britannique de metal progressif Haken. Il est sorti le 3 mars 2023 sous le label InsideOut Music.
Il s'agit du premier album studio de Haken avec le claviériste Peter Jones, qui remplace Diego Tejeida, parti du groupe en 2021 et qui était un des membres fondateurs in 2007.

## Liste des pistes
| 1.    | Taurus                    | 4:49  |
| 2.    | Nightingale               | 7:24  |
| 3.    | The Alphabet of Me        | 5:33  |
| 4.    | Sempiternal Beings        | 8:23  |
| 5.    | Beneath the White Rainbow | 6:45  |
| 6.    | Island in the Clouds      | 5:45  |
| 7.    | Lovebite                  | 3:49  |
| 8.    | Elephants Never Forget    | 11:07 |
| 9.    | Eyes of Ebony             | 8:32  |
| 62:07 |                           |       |